# مایک فیلری
 مایک فیلری  (به انگلیسی: Mike Fillery) (زاده ۱۷ سپتامبر ۱۹۶۰ - لندن) بازیکن سابق فوتبال انگلیس و باشگاه فوتبال چلسی است. فیلری ۴ فصل برای تیم چلسی بازی کرده‌است.